# René Repasi

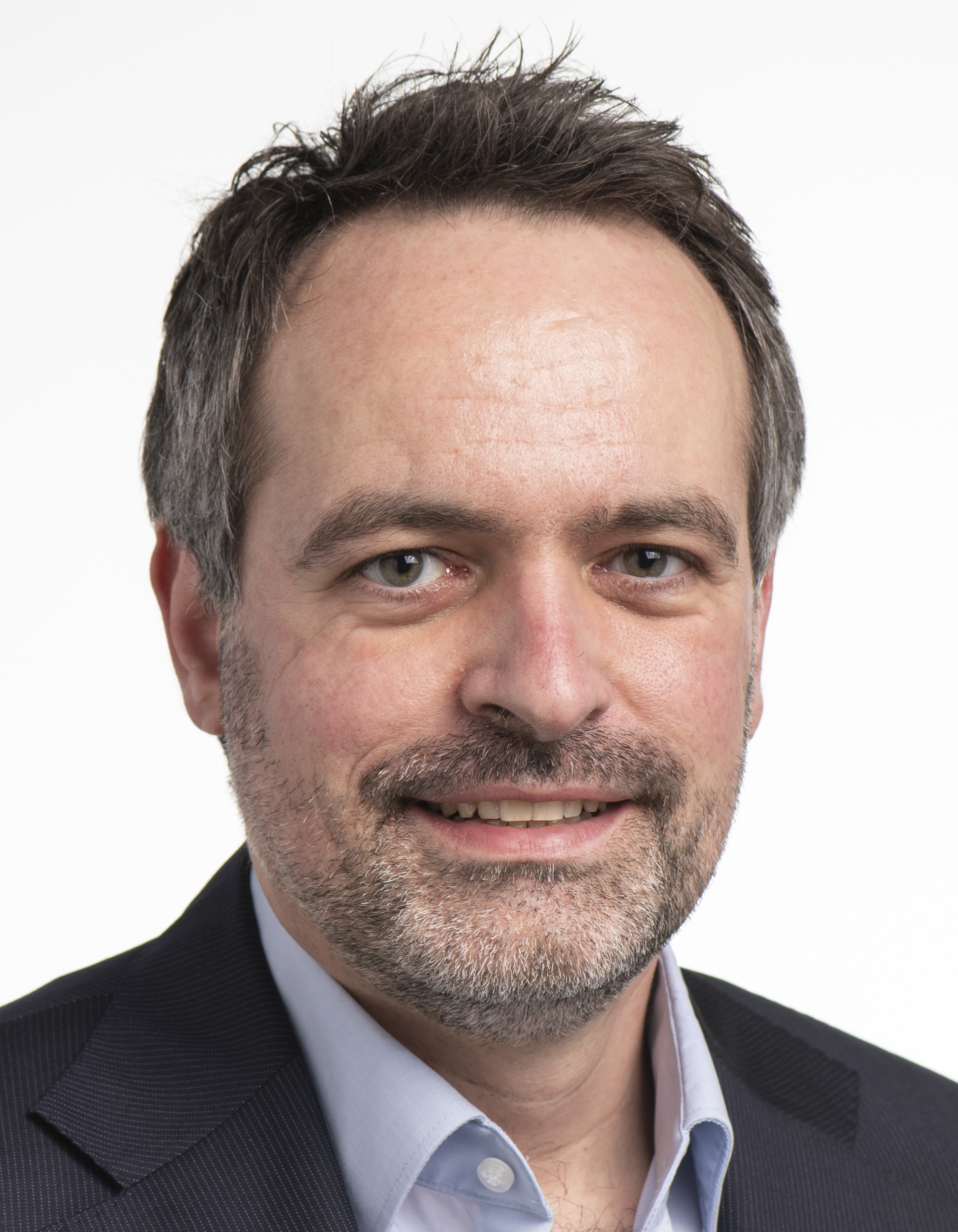
René Repasi (2024)

René Repasi (* 8. November 1979 in Karlsruhe) ist ein deutscher Rechtswissenschaftler und Politiker (SPD). Seit 2022 ist er Abgeordneter im Europäischen Parlament.

## Leben

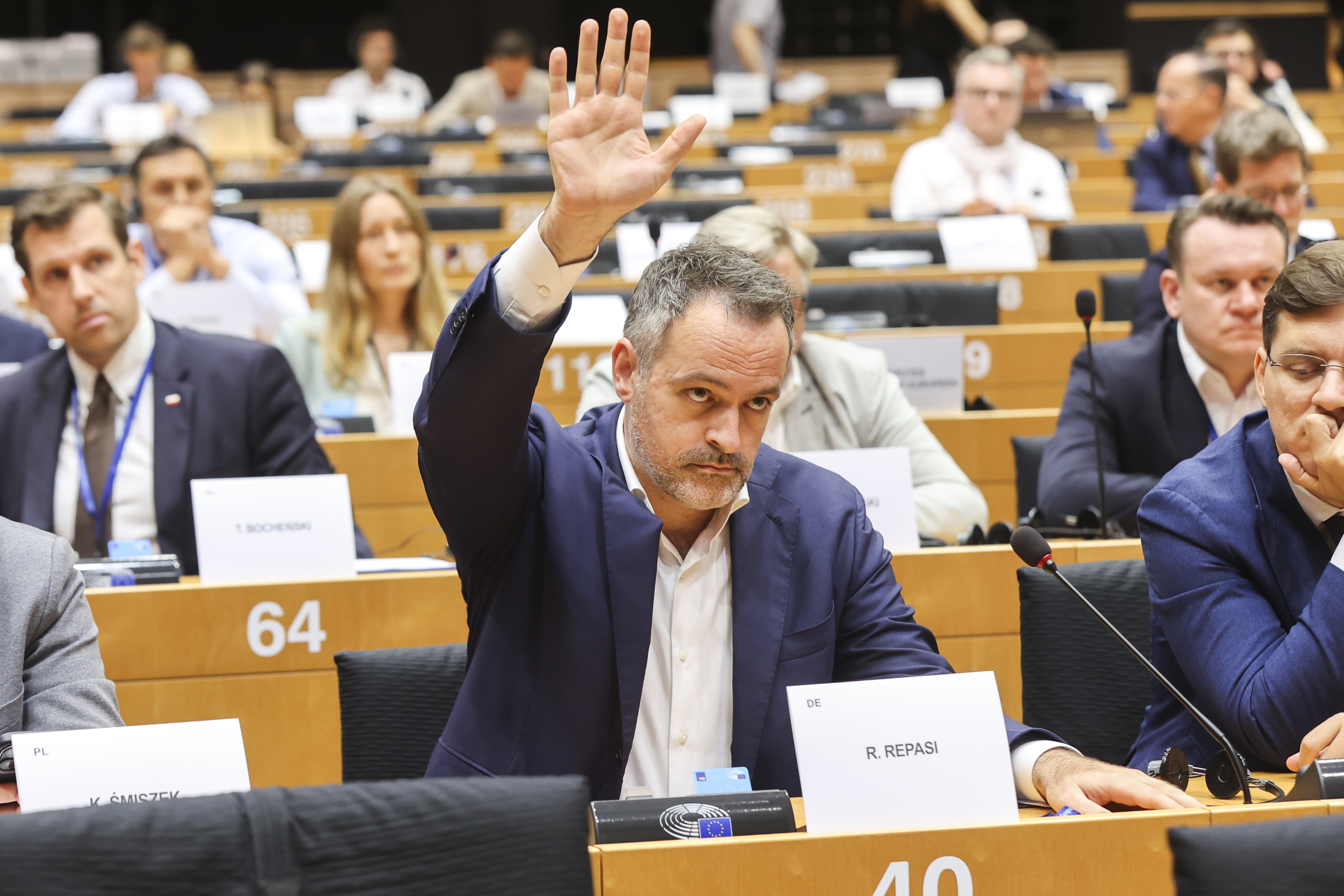
Repasi im Plenarsaal des Europäischen Parlaments

Repasi wuchs als Sohn einer Deutschen und eines Ungarn auf. 1999 legte er sein Abitur am Thomas-Mann-Gymnasium Stutensee ab. Von 1999 bis 2000 leistete er Zivildienst bei der Arbeiterwohlfahrt. Von 2000 bis 2006 studierte er deutsches und französisches Recht an der Ruprecht-Karls-Universität Heidelberg und der Universität Montpellier. 2006 legte er das erste juristische Staatsexamen ab. Von 2006 bis 2008 absolvierte er sein Rechtsreferendariat beim Land Rheinland-Pfalz mit Stationen am Europäischen Gerichtshof und bei der Generaldirektion Justiz und Verbraucher der Europäischen Kommission. 2008 legte er das zweite juristische Staatsexamen ab. 2016 schloss er seine Promotion im Europarecht ab. Während seiner Promotionszeit war er von 2007 bis 2015 als wissenschaftlicher Mitarbeiter am Institut für deutsches und europäisches Gesellschafts- und Wirtschaftsrecht am Lehrstuhl von Peter-Christian Müller-Graff an der Ruprecht-Karls-Universität Heidelberg und von 2010 bis 2012 als Lehrbeauftragter für Europarecht an der Hochschule Fulda tätig. Von 2014 bis 2018 war er wissenschaftlicher Leiter des Europäischen Forschungszentrums für Wirtschafts- und Finanzverwaltung der Universitäten Leiden, Delft und Rotterdam. Seit 2018 ist er als Professor an der Erasmus-Universität Rotterdam tätig. Von 2020 bis 2022 war er zudem Direktor des Erasmus-Zentrums für Wirtschafts- und Finanzverwaltung der Erasmus-Universität Rotterdam. Von 2019 bis 2021 war er permanentes sachverständiges Mitglied der Enquete-Kommission „Brexit“ des Landtags von Nordrhein-Westfalen.
Repasi ist mit einer Polin verheiratet und hat zwei Kinder.

## Politik

### Partei
Repasi trat 1996 in die SPD ein. Von 1999 bis 2002 war er Vorsitzender des Juso-Kreisverbandes Karlsruhe-Land. Von 2000 bis 2001 war er stellvertretender Landesvorsitzender der Jusos Baden-Württemberg. Von 2009 bis 2016 war er Vorsitzender des SPD-Kreisverbandes Karlsruhe-Land und von 2015 bis 2018 Beisitzer im Landesvorstand der SPD Baden-Württemberg. Seit 2018 ist er Mitglied des Präsidiums und des Landesvorstands sowie Vorsitzender der Antragskommission der SPD Baden-Württemberg.

### Abgeordneter
Bei der Europawahl 2009 kandidierte Repasi erstmals, verfehlte jedoch den Einzug in das Europaparlament. Bei den Europawahlen 2014 und 2019 kandidierte er jeweils als Ersatzkandidat von Evelyne Gebhardt. Nachdem diese ihr Mandat niedergelegt hatte, rückte er am 2. Februar 2022 in das Europaparlament nach. Seit März 2024 ist er Vorsitzender der SPD-Gruppe in der S&D-Fraktion und in dieser Funktion ständiger Gast im Vorstand und im Präsidium der SPD. Er war Spitzenkandidat der SPD Baden-Württemberg für die Europawahl 2024; gleichzeitig kandidierte Repasi auf Platz 6 der Europawahlliste der SPD. Bei dieser wurde er erneut ins Europäische Parlament gewählt.

## Mitgliedschaften
Von 2015 bis 2017 war Repasi in stellvertretender Landesvorsitzender der Europa-Union, die sich für ein föderales Europa und den europäischen Einigungsprozess einsetzt. Er ist Mitglied der Europa-Union Parlamentariergruppe im Europäischen Parlament.